# Misael Bueno
Misael Bueno (Três de Maio, 15 luglio 1994) è un ex calciatore brasiliano, di ruolo centrocampista.

## Caratteristiche tecniche
È un centrocampista difensivo.

## Carriera

### Nazionale
Nel 2011 è stato convocato dal Brasile Under-17 per disputare il campionato sudamericano ed il campionato mondiale
Nel 2013 è stato convocato dal Brasile Under-20 per disputare il campionato sudamericano, collezionando 4 presenze.

## Palmarès
- Campionato sudamericano Under-17: 1

Ecuador 2011